# The Backrooms
A The Backrooms (magyarul gyakran hátsó szobák) fiktív alternatív dimenzió, amelyet eredeti változatában üres irodahelyiségek labirintusaként írtak le, ahova úgy lehet bekerülni, hogy egy „programhiba miatt kizuhanunk a valóságból”. Viszonylag friss példája az internetes folklórnak: egy 2019-es 4chan-táblán közzétett creepypastából ered, és még mindig bővül kiterjedése és mitológiája. A népszerűség növekedésével az internetezők továbbfejlesztették az eredeti koncepciót, további szinteket hoztak létre, és fanficek, videójátékok, filmek alapjául is felhasználták.
A Backrooms az egyik legismertebb példája a liminális tereknek, vagyis az általában forgalmas helyszínek természetellenesen kihaltként való ábrázolásának.

## Eredete
A legtöbb internetes mémtől eltérően a Backrooms eredete pontosan ismert: 2019. május 12-én egy névtelen 4chan-felhasználó arra kérte az /x/ paranormális fórum látogatóit, hogy posztoljanak „nyugtalanító képeket, amelyek valahogyan furán hatnak”. Egyik aznapi válasz egy kiürített irodahelyiség fotója volt, sárga tapétával és fénycsövekkel (ez a fotó már 2018. április 21-én is megjelent a fórumon). Másnap egy másik névtelen felhasználó szöveget is fűzött a képhez, és úgy írta le, mint a The Backrooms nevű, sárga tapétával és dohos szőnyeggel borított hatalmas labirintust, ahol valami leselkedik a távolban:
Ha nem vigyázol, és rossz helyen zuhansz ki (Miskolc)  a valóságból, akkor a Backroomsba kerülsz, ahol nincs más, csak régi dohos szőnyegek szaga, sárga monokróm őrület, fénycsövek hangos zümmögése és körülbelül hatszáz millió négyzetmérföldnyi véletlenszerűen szegmentált üres szoba, ahol csapdába eshetsz.
Isten mentsen meg, ha hallasz valamit a közelben kódorogni, mert biztos, hogy az már meghallott téged.

## Elterjedése
A fotó az elkövetkező időszakban többször is feltűnt a 4chan fórumon, és több embert megihletett. Egy Chris Frewerd nevű felhasználó írta az első fanfictiont a helyről, amelyet májusban posztolt a Redditre. Ezután sokan elkezdték megosztani saját Backrooms-ihletett műveiket, az írásoktól és a Photoshoppal szerkesztett képektől az interaktív játékokig.
A következő pár évben, bár a Backrooms beágyazódott az internet tudatába, meglehetősen obskúrus maradt (bár 2020 márciusában egy TikTok-videó bizonyos fokú ismertséget szerzett). Csak 2022 januárjában vált „jelenséggé”, miután Kane Parsons (Pixels) feltöltött egy általa készített Backrooms-témájú videót a YouTube-ra. Ezzel a mém kilépett az internet homályos bugyraiból, és a mainstream csatornákba került, a zsilipek megnyíltak; például csak abban az évben 41 Backrooms-témájú videójáték készült, és egy mozifilmen is dolgozni kezdtek.
A rajongók további Backrooms-szinteket (levels) is kitaláltak, amelyek között szintlépés van (a videójáték-mechanikához kötve a jelenséget), és amelyeket különféle félelmetes entitások laknak. Az eredeti kép helyszínét (sárga tapétás irodák) Level 0-nak nevezik. A „puristák” viszont csak az eredeti helyszínt tekintik a Backroomsnak, és elutasítják a további szinteket és legendákat: számukra nincs szükség extra rétegekre, sem rejtőzködő szörnyekre. A hely furcsasága, ellenségessége több mint elég: „maga a hely a szörny”.

## Elemzés
Bár az eredeti Backrooms kép forrása ismeretlen, az ábrázolt helyszín különösen valóságosnak tűnik, mivel olyan helyeket idézhet fel, amilyenekkel a legtöbb ember már találkozott korábban. Chris Frewerd, aki elsőként írt Backrooms fanfictiont, kifejtette, hogy azért ihlette meg a hely, mert kansasi szülővárosa könyvtárára, a régi iskolájára és a plázákban levő furcsa játszóhelyekre emlékeztette. Frewerd úgy gondolta, hogy a Backrooms felkapottsága az ő generációjának sajátos közös élményeiből és nosztalgiájából ered: „Nagyon sokan a 2000-es évek furcsa átmeneti időszakában nőttünk fel, amikor a múltból származó dolgok, épületek még szinte teljesen változatlanul, karbantartatlanul, felújítatlanul álltak. Az addigi életemben a legtöbb élmény helyszínei ezek a régebbi, kissé lepusztult épületek voltak, elavult belső kialakítással és nagyon furcsa aurákkal körülvéve. A Backrooms ennek tökéletes betetőzése.” Egy másik rajongó szintén gyermekkori emlékeket társít a képhez; olyan tereket, amelyekben idegennek, behatolónak érezték magukat: „Például lehet, hogy egy szülő egyik este sokáig dolgozott az irodában, és magunkra hagyott minket a nagy, üres épületben, tele kanyargós, labirintusszerű folyosókkal. Vagy lehet, hogy iskola után valamilyen oknál fogva az épületben maradtunk, egy olyan hely üres folyosóin bolyongva, ahol máskor nagy volt a nyüzsgés”. Tama Leaver professzor szintén megerősíti, hogy a Backrooms népszerűsége „az ismerősség kísérteties érzésének” és az ilyen helyek „másvilági jellegének” köszönhető, hozzátéve, hogy a hely azért ijesztő, „mert arra ösztönöz, hogy értelmezzük azt, ami nem látható”. Kane Pixels szerint a Backrooms „egy részben elfeledett múlt fizikai megnyilvánulása”.
Az ilyen kietlen helyszínek legtöbbje a liminális terek esztétikájához tartozik: olyan helyek, amelyek az ismerős és a furcsa törésvonalán állnak. A liminális terek üres, kietlen, átjárható helyek, amelyek jelentéssel bírnak és érzelmeket válthatnak ki. Az esztétika kísérteties, szürreális, nosztalgikus vagy szomorú hangulatot közvetíthet, egyszerre váltva ki a megnyugvás és a nyugtalanság érzését. Néhol azt állítják, hogy a Backrooms az eredete a liminális terek esztétikájának és az azzal kapcsolatos érdeklődésnek, mások szerint csak az esztétika alműfaja. Diel és Lewis kutatása a hátborzongató völgy jelenségének tulajdonítja a liminális terek nyugtalanító jellegét: az ismerősnek tűnő, de a valóságtól finoman eltérő kinézet hozza létre a jellemző hátborzongató érzést. Heft elemzése szerint a kísérteties érzés annak tudható be, hogy az egyén más kontextusban lát egy helyszínt, mint amilyenre számít. Például egy iskolaépület, amelyet általában tanárok és diákok népesítenek be, nyugtalanítóvá válik, ha természetellenesen üresnek ábrázolják.
Egyesek a Backroomsot más művekben létező helyekkel hozzák kapcsolatba, például a lovecrafti R’lyeh városával vagy a Blame! manga Megastruktúrájával.
Vannak, akik úgy tartják, hogy a Backrooms minden egyes ember számára másképp jelenik meg, például a tapéta egy olyan helyről származik, ahol már jártak, de nem emlékeznek rá. „Mindenkinek van valahol az elméjében olyan emlék, mint a Backrooms. A legtöbb ember járt kiskorában valamilyen furcsa helyen, de később elfelejtette”.